# Cozieni
Cozieni is een Roemeense gemeente in het district Buzău.
Cozieni telt 2247 inwoners.